# Нульовий пацієнт (серіал)
«Нульовий пацієнт» — російський драматичний серіал, знятий режисерами Сергієм Трофімовим та Євгеном Стичкіним за сценарієм Олега Маловичка. Події серіалу розгортаються навколо спалаху ВІЛ-інфекції у дитячій лікарні Елісти у 1988 році. 

## Сюжет
Сюжет розгортається навколо боротьби двох медиків — елістинського педіатра Кірсана Аюшева  та московського епідеміолога Дмитра Гончарова  — проти небезпечної інфекції та інертної радянської системи .
Лікар дитячої лікарні Елісти в Калмицькій АРСР Кірсан Аюшев зауважує у своїх маленьких пацієнтів симптоми зараження ще слабо вивченим вірусом імунодефіциту людини. Він не зустрічає професійної підтримки у колег і спрямовує аналізи до Москви, де вони привертають увагу Дмитра Гончарова, який досліджував питання по ВІЛ та передбачав можливість спалаху небезпечного захворювання у Радянському Союзі .
Спроби знайти нульового пацієнта, з якого почалося поширення хвороби, наштовхуються на прагнення радянської системи приховати спалах небезпечного захворювання. Як антагоністів виступають головний лікар, міністр охорони здоров'я Євген Чазов, який називає ВІЛ «виразкою капіталістичного світу», яка країні не загрожує, та членами Політбюро СРСР .

## Знімальна група

### У головних ролях
| Актор          | Роль                                                                                               |
| -------------- | -------------------------------------------------------------------------------------------------- |
| Никита Ефремов | Дмитрий Гончаров врач-эпидемиолог, руководитель лаборатории в Москве (прототип − Вадим Покровский) |
| Аскар Ильясов  | Кирсан Аюшев врач-педиатр в детской больнице в Элисте                                              |

### Актори другого плану
- Павло Майков - Петро Шипов, співробітник КДБ
- Євген Стичкін - Ігор Карахан, московський журналіст
- Єлизавета Шакіра - Олена, дівчина Гончарова
- Вікторія Агалакова - Зіна, медсестра в Елісті
- Євгенія Манджієва - Гіляна, мати пацієнта в Елісті
- Ігор Гордін - Володимир Гончаров, батько Дмитра (прототип - Валентин Покровський  )
- Володимир Стеклов - головний редактор
- Іван Добронравов - Іван, чоловік Гіляни
- Микола Шрайбер - Клім Перфілов
- Сейдулла Молдаханов - Марат Теменович, головний лікар в Елісті
- Євген Ситий - Георгій Ушаков, дідусь Каті
- Ігор Бочкін - Євген Чазов, міністр охорони здоров'я СРСР
- Анастасія Болдирєва - Айса, пацієнтка в Елісті
- Анабелла Посохова - Катя, пацієнтка в Елісті
- Анастасія Грачова - Надя, дружина Клима
- Олексій Маклаков - Володимир Крючков, голова КДБ СРСР
- Мадлен Джабраїлова - Раїса Львівна
- Азамат Нігманов - Птах

### Інші
Продюсерами серіалу виступили Олександра Ремізова (Яндекс. Студія»), Ольга Філіпук (директор з розвитку медіасервісів « Яндекса »), Олександр Цекало, Іван Самохвалов ( продюсерська компанія «Середовище» ), Олег Маловичко, Максим Іванов (креативний продюсер), Данила Іполитов (провідний продюсер), Анастасія Фатєєва (ліній продюсер), Микола Іванов (виконавчий продюсер), Ольга Фещенко (продюсер постпродакшн). 

## Виробництво
Перший тизер серіалу вийшов у середині квітня 2022 року на ютуб-каналі «Кінопошуку» . Закритий прем'єрний показ пройшов 16 травня в московському кінотеатрі " Мистецький ", а офіційна прем'єра - 19 травня 2022 року відбулася онлайн-прем'єра на "Кінопошуку"  .
Центральним елементом афіші «Нульового пацієнта» та одним із яскравих візуальних образів стала мозаїка, що зображує юну дівчину, яку оточують лікарі. Натхненням для художника-постановника Олександра Ареф'єва стали тематичні панно, характерний елемент пізньорадянського декору суспільних просторів — зокрема мозаїка «Люди в білих халатах» художника Геннадія Черноскутова, яка з 1977 року прикрашала Міську клінічну лікарню №1. З. З. Фішера у місті Волзький Волгоградської області . Над мозаїкою для серіалу працював художник Павло Копалєв  .

## Критика та відгуки
Серіал був добре прийнятий критиками та глядачами. На кінець травня 2022 року глядацький рейтинг серіалу на «Кінопошуку» становив 8,2 бали. У заслугу авторам «Нульового пацієнта» професійні критики поставили роботу зі складними темами — ізоляцією та стигматизацією людей з ВІЛ, недбалістю та відсутністю гуманізму в державній системі та низькою медичною грамотністю, які призвели до епідемії ВІЛ у сучасній Росії    . Робота над минулим, яке раніше майже не досліджувалося в Росії засобами кінематографа, було вважати сміливим — якщо не радикальним кроком  
Деякі критики зазначали, що спалах вірусу та спроба держави ігнорувати її виступає в серіалі метафорою краху радянської системи , враженою іншими хворобами: цензурою ЗМІ, наслідками війни, невірою в систему та всепроникною брехнею останньої. Все це дозволило рецензентам проводити паралелі між «Нульовим пацієнтом» та «Чорнобилем» від HBO, відзначаючи ідейну подібність і доречно запозичені операторські та режисерські прийоми   .
Високу оцінку отримали саспенс «Нульового пацієнта», об'ємні та цікаві персонажі та робота акторів, перш за все, Аскара Ільясова, котрий зіграв Кірсана Аюшева  . Разом з тим критики погоджувалися, що «Нульовий пацієнт» не прагне документальності і очікувано відступає від духу часу — це проявляється в сучасних поглядах і міркуваннях героїв, невластивих для пізнього СРСР   .